# Попигайский сельсовет
Попигайский сельсовет — административно-территориальная единица, выделявшаяся в составе Хатангского района Таймырского Долгано-Ненецкого автономного округа.

## История
Попигайский сельсовет как административно-территориальная единица и орган местного самоуправления существовал до 1989 года, после 1989: администрация посёлка Попигай Хатангского района (подчинённая администрации Хатангского района).
Официально с 1999 года: территория, подведомственная администрации Хатангского района.
Название администрация посёлка Новорыбная официально было утверждено постановлением администрации Таймырского (Долгано-Ненецкого) автономного округа от 5 декабря 2000 года № 492. 
Этим же постановлением посёлок Попигай, расположенный на реке Попигай на расстоянии 400 км от села Хатанги, подлежал упразднению, а на основании предложений, принятых сходом граждан 18 октября 2000 года, и присваивались статус посёлка и муниципального образования и наименование Попигай населённому пункту, расположенному в устье реки Сопочной при впадении её в реку Попигай.
Постановление было отменено 4 января 2002 года как не соответствующее законодательству.
При образовании к 1 января 2005 года Таймырского Долгано-Ненецкого муниципального района территория Новинского сельсовета вошла в состав территории сельского поселения Хатанга.
В 2010 году были приняты Закон об административно-территориальном устройстве и реестр административно-территориальных единиц и территориальных единиц Красноярского края, провозгласившие отсутствие сельсоветов в Таймырском Долгано-Ненецком и Эвенкийском районах как административно-территориальных единицах с особым статусом. В Таймырском Долгано-Ненецком автономном округе в границах сельских поселений были утверждены составные территориальные единицы, образованные сельскими населёнными пунктами.
Как единица статистического учёта сельсовет фигурировал в сборнике по результатам переписи 2002 года (часть 14. Сельские населённые пункты) наряду с сельской администрацией.
В ОКАТО сельсовет учитывался до 2011 года.

## Населённые пункты
| № | Населённый пункт | Тип населённого пункта | Население |
| - | ---------------- | ---------------------- | --------- |
| 1 | Попигай          | посёлок                | →319      |